# Palau Pisani Moretta
El Palau Pisani Moretta és un palau de Venècia, situat al barri de San Polo i amb vistes al Gran Canal, entre el Palau Barbarigo della Terrazza i el Palau Tiepolo.

## Història

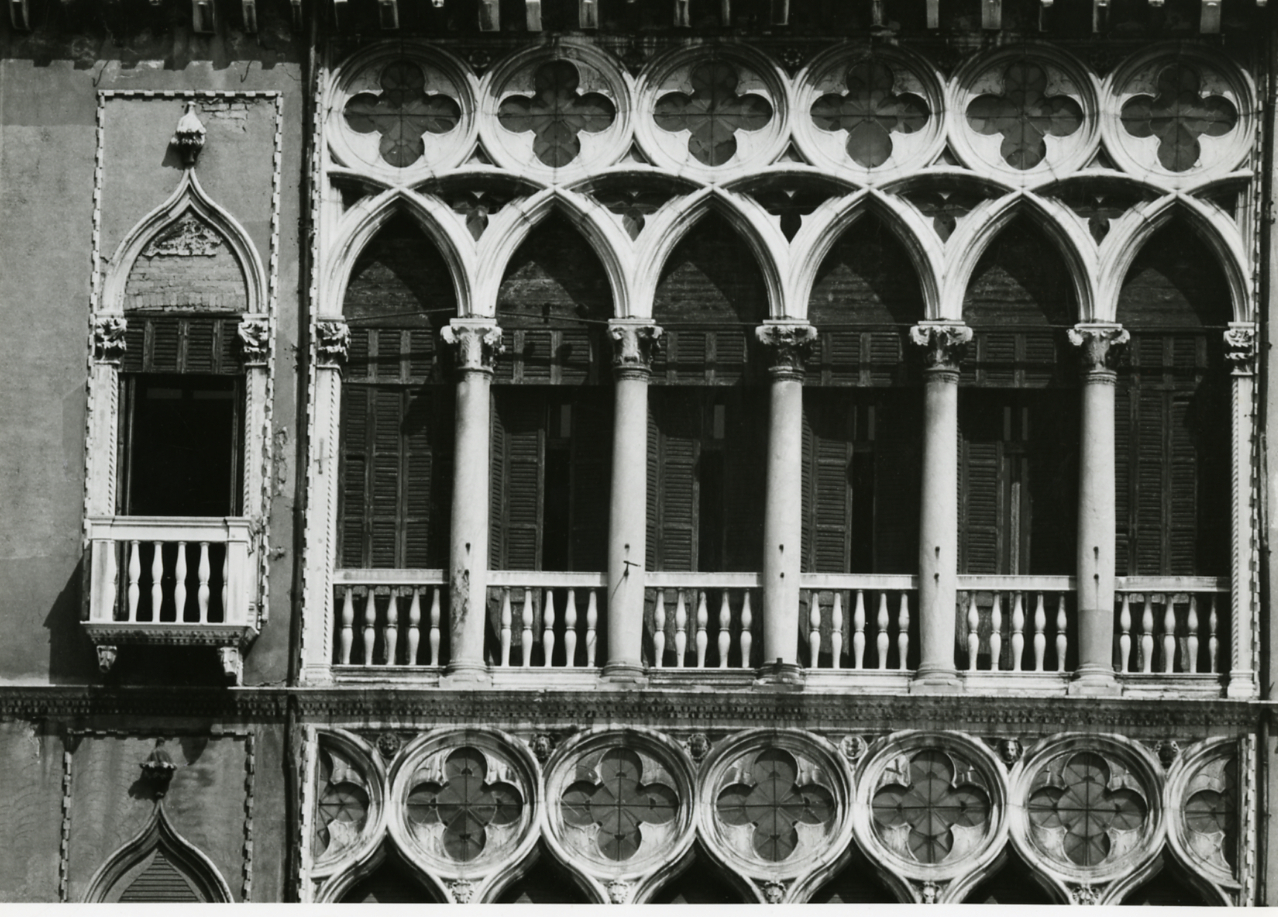
Detall de les hexàfores. Foto de Paolo Monti, 1969

Construït a la segona meitat del segle XV per la família Bembo i renovat poc després el 1629, el palau es va convertir en la residència d'una branca de la noble família Pisani, els Pisani Moretta, el nom de la qual deriva de la distorsió d'Almorò Pisani, fundador de la família. Havent arribat a mans de Francesco Pisani Moretta, l'últim descendent masculí de la família, va passar el 1737 a la seva filla Chiara, que s'havia casat amb un membre de la família Pisani dal Banco. Ella va encarregar la profunda reestructuració del palau: va fer enderrocar l'escala exterior, substituïda per l'escala Tirali, i va fer pintar al fresc les habitacions interiors amb els pintors més populars del seu temps.
El fill de Chiara, Vettor, es va casar en secret amb la burgesa Teresa Dalla Vedova (que més tard es va veure obligada a tancar-se en una institució femenina) i va tenir un fill amb ella, anomenat Pietro, que no va ser reconegut pel seu pare. Vettor també va tenir una segona esposa i una segona filla, Chiara, que es va casar amb Filippo Barbarigo: com que les dues vivien en residències adjacents, els edificis estaven unificats. A la mort del seu pare, Pietro va presentar una demanda a través de la qual va aconseguir rebre la seva part de l'herència i el títol de comte. Quan Pietro va morir el 1847, el palau va passar a una de les seves filles, casada amb una tal Giusti del Giardino. El palau, passat als seus hereus i actualment encara privat, també és recordat per haver acollit importants figures històriques de l'escena europea, com ara Josefina de Beauharnais i Josep II d'Habsburg-Lorena. Recentment renovat, encara acull sumptuosos balls de màscares durant el Carnaval.
El 2025, el dissenyador Dries Van Noten va comprar l'edifici a la família Sammartini, propietària des del 1968.

## Descripció
La façana del palau és un exemple d'estil gòtic venecià: dividida en tres seccions per imponents cordons renaixentistes, presenta dos ordres de finestres de sis llums. Ambdues dissenyades segons el model de les obertures de la lògia del Palau Ducal, semblen profundament diferents: els quadrilòbuls del primer pis destaquen la corba ogival de l'arc, mentre que els del segon pis es col·loquen sobre la cúspide, contràriament al costum de l'època. Als costats trobem dos parells de finestres ogivals monófores per a la planta principal, envoltades de marcs dentats i perfectament en línia amb la tradicional divisió tripartida.
La planta baixa té dos portals centrals apuntats sobre el canal i està coronada per un entresol . En un temps hi havia dues altres portes secundàries, als extrems de la façana. La planta superior es va adossar durant el segle XIX, cosa que va fer que l'estructura fos més pesada.
L'interior és d'estil barroc i neoclàssic i data del segle XVIII: la primera planta principal, organitzada al voltant d'un portell d'aproximadament 24 metres de llarg i pintada al fresc amb obres de Jacopo Guarana (Luce che sconfigge le tenebre e Apollo con le ore del mattino) ( La llum vencent la foscor i Apol·lo amb les hores del matí ), està formada per sales laterals, dues de les quals acullen obres de Giambattista Tiepolo (L'incontro tra Venere e Marte, 1743) ( La trobada entre Venus i Mart, 1743 ) i de Pietro Longhi. Altres obres que abans es trobaven al palau però que ara es van traslladar a altres llocs són La famiglia di Dario ai piedi di Alessandro (La família de Darios als peus d'Alexandre) de Paolo Veronese i La morte di Dario (La mort de Dario de Giovanni Battista Piazzetta, ara traslladades respectivament a la National Gallery de Londres i al Museu Ca' Rezzonico de Venècia. La segona planta principal, que també presenta una petita església amb vistes al jardí posterior, repeteix el mateix esquema, tot i que té un portegi dividit en una biblioteca i una sala de ball.
L'entrada principal del palau es troba a Ramo Pisani i Barbarigo, un carrer estret cobert per passatges que connectaven els palaus del mateix nom, que van estar unificats durant molt de temps perquè les dues famílies havien estat unides per vincles matrimonials.